# Nizozemsko na Letních olympijských hrách 2016
Nizozemsko na Letních olympijských hrách 2016.

## Medailisté
| Medaile | Jméno | Sport                | Disciplína                     |
| ------- | --- | -------------------- | ------------------------------ |
| Zlato   | Anna van der Breggenová | Cyklistika           | Ženy závod s hromadným startem |
| Zlato   | Maaike Headová Ilse Paulisová | Veslování            | Ženy Dvojskif lehkých vah      |
| Zlato   | Elis Ligtleeová | Cyklistika           | Ženy keirin                    |
| Zlato   | Dorian van Rijsselberghe | Jachting             | Muži RS:X                      |
| Zlato   | Sharon van Rouwendaalová | Plavání              | Ženy 10 km maratón             |
| Zlato   | Sanne Weversová | Sportovní gymnastika | Ženy kladina                   |
| Zlato   | Ferry Weertman | Plavání              | Muži 10 km maratón             |
| Zlato   | Marit Bouwmeester | Jachting             | Ženy Laser Radial              |
| Stříbro | Tom Dumoulin | Cyklistika           | Muži časovka                   |
| Stříbro | Chantal Achterberg Nicole Beukers Inge Janssen Carline Bouw | Veslování            | Ženy párová čtyřka             |
| Stříbro | Matthijs Büchli | Cyklistika           | Muži keirin                    |
| Stříbro | Dafne Schippersová | Atletika             | Ženy 200 m                     |
| Stříbro | Jelle van Gorkom | Cyklistika           | Muži BMX                       |
| Stříbro | Naomi van Asová Willemijn Bos Carlien Dirkse van den Heuvel Margot van Geffen Eva de Goede Ellen Hoogová Kelly Jonker Marloes Keetels Laurien Leurink Caia van Maasakker Kitty van Male Maartje Paumenová Joyce Sombroek Maria Verschoor Xan de Waard Lidewij Welten | Pozemní hokej        | Družstvo žen                   |
| Stříbro | Nouchka Fontijn | Box                  | Ženy střední váha (– 75 kg)    |
| Bronz   | Anicka van Emdenová | Judo                 | Ženy 63 kg                     |
| Bronz   | Anna van der Breggenová | Cyklistika           | Ženy časovka                   |
| Bronz   | Dirk Uittenboogaard Boaz Meylink Kaj Hendriks Boudewijn Roell Olivier Siegelaar Tone Wieten Mechiel Versluis Robert Lücken Peter Wiersum (cox) | Veslování            | Muži osmiveslice               |
| Bronz   | Alexander Brouwer Robert Meeuwsen | Plážový volejbal     | Muži                           |